# Jakob Zukrigl

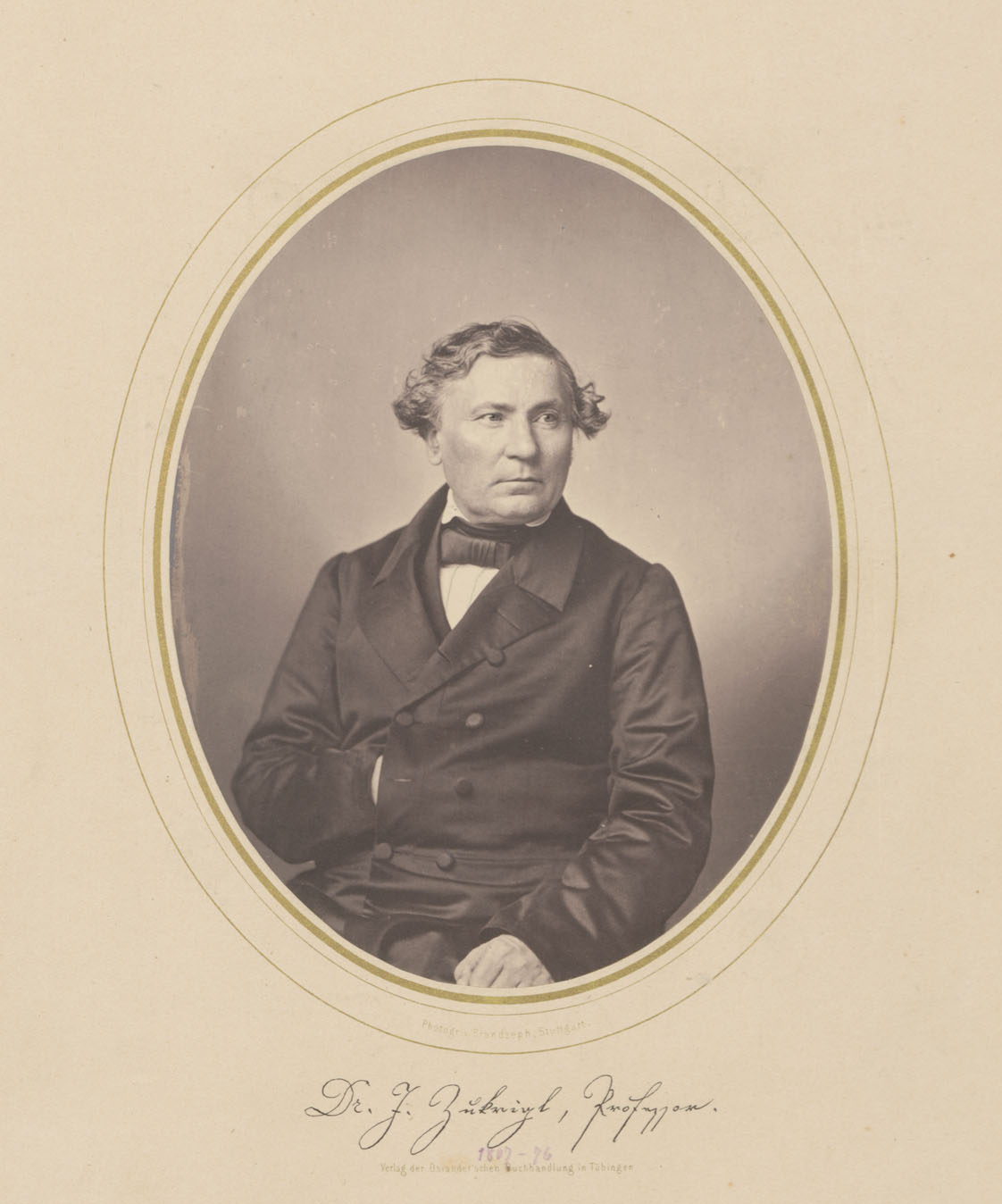
Jakob Zukriegl

Jakob Zukrigl (* 26. Juli 1807 in Grossolkowitz, Mähren; † 9. Juni 1876 in Tübingen) war ein römisch-katholischer Geistlicher, Theologe und Hochschullehrer.

## Leben
Zukrigl studierte Theologie und wurde am 26. Juli 1831 zum Priester geweiht. Er war Kaplan in Laa, Hainburg sowie ab 1840 in Wien. Schon in dieser Zeit galt er als Anhänger von Anton Günther. Bereits zum Dr. theol. promoviert wurde er supplierender Professor der christlichen Religionsphilosophie an der Philosophischen Fakultät der Universität Wien sowie gleichzeitig Universitätsprediger.
Zukrigl nahm zum 1. April 1848 einen Ruf an die Universität Tübingen an, der ihm gerade auch als Schüler von Günther zuteilgeworden war. Er wurde ordentlicher Professor für Apologetik, theologische Enzyklopädie und Philosophie an der Katholisch-theologischen Fakultät. Ein Ruf an die Universität Graz auf den Lehrstuhl für Dogmatik lehnte er ab.
Zukrigl stand in Tübingen insbesondere in Gegnerschaft zu Johannes von Kuhn und Karl Joseph von Hefele. Bereits 1872 wurde er beurlaubt, 1874 in den Ruhestand versetzt.
Zukrigl ist auf den Fakultäts-Ehrentafeln der Universität Wien auf der Tafel der theologischen Fakultät verzeichnet.

## Werke (Auswahl)
- Wissenschaftliche Rechtfertigung der christlichen Trinitätslehre gegen die Einwendungen ihrer neuesten Gegner mit besonderer Rücksicht auf die Glaubenslehre des Dr. D. Fr. Strauß. Wien 1846.
- Nothwendigkeit der christlichen Offenbarungsmoral und ihr philosophischer Standpunkt. Tübingen 1850.
- Kritische Untersuchung über das Wesen der vernünftigen Geistseele und der psychischen Leiblichkeit des Menschen, sowie über die Frage: Inwiefern ist die vernünftige Geistseele die Form des menschlichen Leibes? mit Rücksicht auf den Streit der Gegenwart, auf die Concilien, Kirchenväter und Scholastiker., Manz, Regensburg 1854.
- Zur Signatur der modernsten theologischen Unionsbestrebungen. Frankfurt am Main 1854.